# Avan Jogia

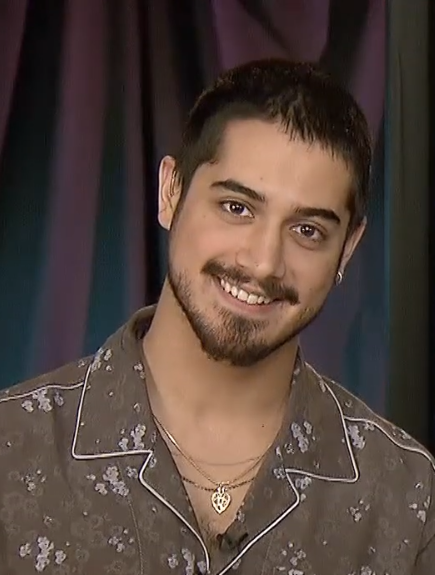
Avan Jogia (2019)

Avan Jogia (* 9. Februar 1992 in Vancouver, British Columbia) ist ein kanadischer Schauspieler. Am bekanntesten ist er durch seine Darstellung des Beck Oliver in der Fernsehserie Victorious.

## Leben
Jogia wurde in Vancouver, British Columbia geboren, wo er auch aufwuchs. Er ist indischer und europäischer Abstammung. Sein Vater wurde in London geboren, dessen Familie stammt aus Indien. Seine Mutter hat irische, walisische und französische Vorfahren. Seine Jugendzeit verbrachte Jogia hauptsächlich in Kanada, Deutschland und England. In Vancouver besuchte er die Killarney Secondary School und die King George Secondary School, zudem erhielt er Privatunterricht. In der zehnten Klasse verließ Jogia die Schule, um Schauspieler zu werden. Er ist seit 2023 mit der US-amerikanischen Sängerin Halsey zusammen und seit September 2024 verlobt.

## Karriere

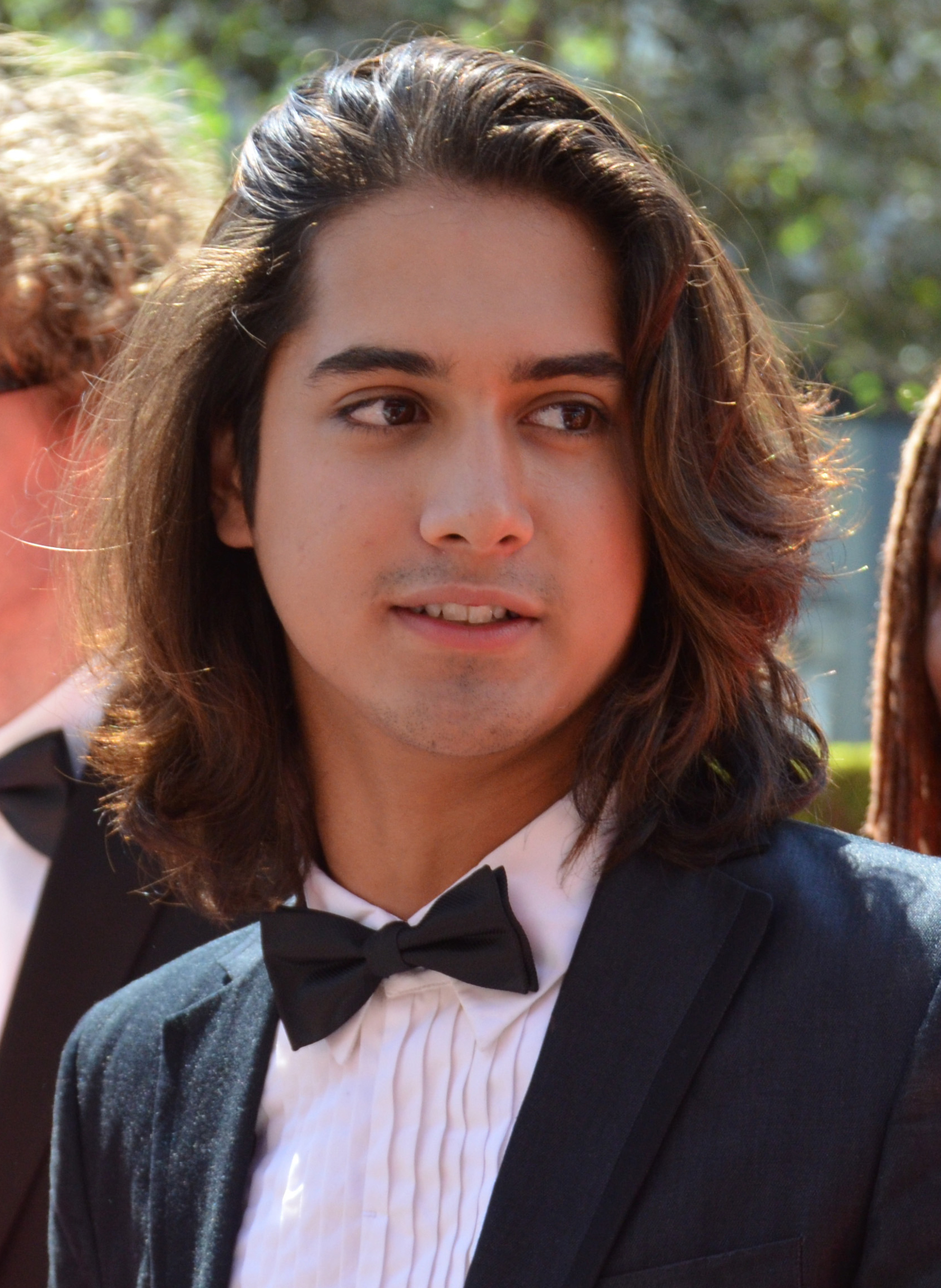
Avan Jogia (2012)

Jogias Karriere begann 2006 mit der Rolle des Danny Araujo in dem Fernsehfilm A Girl Like Me: The Gwen Araujo Story. Später war er in dem Film Devil’s Diary zu sehen. 2007 folgten Gastauftritte in der Serie Aliens in America als Sam. 2008 spielte er an der Seite von Nathan Kress in dem Nickelodeon-Film Gym Teacher: The Movie den Champ und 2009 den Tajid in Spectacular!. 2010 hatte er eine Nebenrolle in der Battlestar-Galactica-Prequel-Science-Fiction-Serie Caprica als Ben Stark.
Von 2010 bis 2013 spielte Jogia an der Seite von Victoria Justice in der von Dan Schneider entwickelten Nickelodeon-Serie Victorious, die Rolle des Beck Oliver. Wie alle anderen Hauptdarsteller von Victorious wirkte er in dem ebenfalls von Dan Schneider produzierten Crossover zu Victorious und iCarly mit dem Titel iCarly: Party mit Victorious mit.
Im Oktober 2012 stellte Jogia Danny Desai in der ABC-Family-Fernsehserie Twisted, die seit März 2013 auf dem Sender ausgestrahlt wurde, dar. Die Serie wurde nach der ersten, 19 Episoden umfassenden Staffel nicht verlängert.
Jogia war Darsteller in den Filmen Ten Thousand Saints, Shangri La Suite und The Outskirts.
In der von Spike TV produzierten Miniserie Tut – Der größte Pharao aller Zeiten spielte Jogia den Pharao Tutanchamun. Die Dreharbeiten fanden im Herbst 2014 in Marokko und Kanada statt.
Jogia übernahm an der Seite von James Franco eine Rolle im Drama I Am Michael, der Film kam im Jahr 2015 in die Kinos.

## Filmografie (Auswahl)
- 2006: A Girl Like Me: The Gwen Araujo Story
- 2007: Diary: Schreib hinein, es wird so sein (Devil’s Diary)
- 2007: Aliens in America (Fernsehserie, 2 Folgen)
- 2008: Gym Teacher: The Movie
- 2009: Spectacular!
- 2010: Triple Dog
- 2010: Caprica (Fernsehserie, 3 Folgen)
- 2010–2013: Victorious (Fernsehserie, 56 Folgen)
- 2011: iCarly: Party mit Victorious (iCarly: iParty with Victorious)
- 2011: Finding Hope Now
- 2012: Rags (Fernsehfilm)
- 2013–2014: Twisted (Fernsehserie, 20 Folgen)
- 2015: New York Saints (Ten Thousand Saints)
- 2015: I Am Michael
- 2015: Tut – Der größte Pharao aller Zeiten (Tut, Miniserie, 3 Folgen)
- 2016: The Drowning
- 2016: Kill the King
- 2017: Cool Girls (The Outcasts)
- 2017: The Year of Spectacular Men
- 2017–2018: Ghost Wars (Fernsehserie, 13 Folgen)
- 2018: The New Romantic
- 2018: Paper Year
- 2019: Shaft
- 2019: Now Apocalypse (Fernsehserie, 10 Folgen)
- 2019: Zombieland: Doppelt hält besser (Zombieland: Double Tap)
- 2019: The Artist’s Wife
- 2020: The Stranger (Fernsehserien, 9 Folgen)
- 2021: The Exchange
- 2021: Resident Evil: Welcome to Raccoon City
- 2023: Johnny & Clyde – Let There Be Blood (Johnny & Clyde)
- 2023: Choose Love
- 2023: Orphan Black: Echoes (Fernsehserie, 10 Folgen)

## Diskografie

### Alben

#### Mit Saint Ivory
- 2020: Mixed Feelings[11]

### Singles

#### Mit Saint Ivory
- 2018: Do You Love Me?
- 2018: Loretta
- 2020: Flowerboys
- 2020: Halfbeing
- 2020: Miss Universe[12]